# Кам'янець (селище)
Ка́м'янець — селище в Україні, у Кропивницькому районі Кіровоградської області.Центр Новгородківської селищної громади. Населення 5,8 тисяч осіб.

## Географія
У географічному відношенні селище Кам'янець відноситься до Придніпровської височини і являє собою денудировану рівнину.
Кам'янець розташований в долині річки Кам'янки.
Селище лежить за 37 км на південний схід від обласного центру — міста Кропивницького, і за 13 км від залізничної станції Куцівка.

## Історія
Землі Куцівки (Кам'янця) входили до складу Запорозької Січі. Після ліквідації Запорозької Січі Куцівка стала державним поселенням.
Історична хронологія селища починається з 1768 року. Тоді цей населений пункт був запорозькою слободою Куцівкою, заснований запорізьким полковником Бугогардівської паланки Афанасієм (Панасом) Івановичем Куцим. Перші мешканці — запорозькі козаки Дядьківського куреня, згодом також переселялися вихідці з Полтавської губернії.
З 1821 року Куцівка — військове поселення, центр округу. У 1822 року Куцівка перейменована на село Новгородку на честь Новгородського полку, що тут квартирував.
Після ліквідації військових поселень Новгородка — державне село, яке в 1860 року отримало статус містечка і стало центром волості. Східну околицю Новгородки, де розташовувався Новгородський полк, жителі селища і тепер називають «штабом», а заглибину річки Кам'янки, де стояла лазня для військових — «банею».
На початок XIX століття Новгородка була вже великим поселенням, що розміщувалося на берегах річки Кам'янки та на схилах балок Тернової та Котенкової. Простягалася Новгородка на 10 верств у довжину. Містечко було волосним центром. Хати здебільшого глиняні, вкриті соломою або очеретом. Лише наприкінці дев'яностих років сюди прибув фельдшер, почала працювати аптека, а в 1909 році — лікарня на 20 ліжок. Серед селян лютували хвороби. Так під час епідемії шигельозу (цю хворобу тоді називали дизентерією) і скарлатини в 1899 року загинуло 11 % населення, з кожних 100 новонароджених помирало 40. У 1873 році відкрилася земська школа, згодом — 2 церковно-парафіяльні школи. З 6129 жителів у 1886 році грамоту знало 463, з них — 42 жінки.
Станом на 1886 рік у містечку, центрі Новгородківської волості Олександрійського повіту Херсонської губернії, мешкало 4928 осіб, налічувалось 819 дворових господарств, існувала православна церква — Церква Святої Трійці, єврейський молитовний будинок, школа, 17 лавок, винний склад, постоялий двір, винний склад, відбувались 4 ярмарки на рік: Олексіївська 17 березня, Вознесенська, Іллінська 20 липня та 8 листопада, базари по п'ятницях та неділях.
В Новгородці був військовий цвинтар, який вже на поч. XX ст. запустів, про одну з могил відомо з єлисавеградських газет — підполковника Богуміла Баумгартена (*13.06.1804-†14.06.1855).
На 1914 рік сільський староста — Л. А. Ховрюта.
На початок XX століття в містечку діяло 3 церкви — Святої Трійці (з 1779 р.), Успенська та Архістрато-Михайлівська (на 1910 рік).
У 1917 році село входить до складу Української Народної Республіки.
Внаслідок завершення визвольних змагань в містечку встановлено радянську владу. Почалася чорна смуга в історії села і її жителів — репресії 1918—1921, голод 1921—1922, знищення церкви і земської освіти, розкуркулення і колективізація 1929—1931, Голодомор 1932—1933, репресії 1937—1938, Друга світова війна 1941—1944, репресії 1944—1952, голод 1946—1947 років. Після такого геноциду українського народу, населення Новгородки зменшилось в рази.
Під час організованого радянською владою Голодомору 1932—1933 років помер щонайменше 131 житель селища.
7 серпня 1941 року німецькі війська захопили Новгородку. Німці розстріляли 32 радянських активістів, вивезли до Німеччини понад 400 юнаків і дівчат, грабували населення. Під час боїв за Новгородку з боку Червоної Армії загинули 1720 радянських бійців і офіцерів. 10 березня 1944 року в Новгородці відновлено окупаційну радянську владу. Під час II Світової війни як силами Червоної Армії так і Вермахтом були знищені школи, громадські будівлі, приміщення сільськогосподарського технікуму, житлові будинки, міст на шляху Кропивницький — Кривий Ріг. У таких важких умовах починалася відбудова села. Будувалися заклади освіти, культури. Було побудовано молокозавод, завод мінеральних вод, будувалися житлові будинки. Значна увага приділялася розвитку сільського господарства.
З 1991 року районний центр Новгородка в складі незалежної України. Побудована нова церква.
19 вересня 2024 року Верховна Рада підтримала перейменування селища Новгородка на Кам'янець. 26 вересня 2024 року перейменування набуло чинності.

## Населення

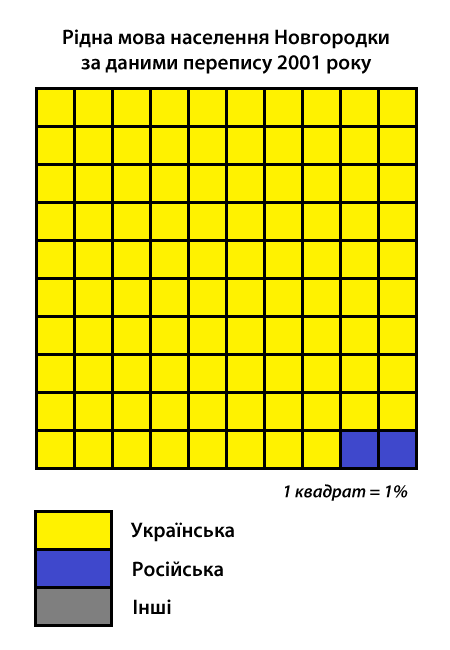
Рідна мова населення Новгородки за даними перепису 2001 року

У селищі проживає близько 6100 чоловік, переважно українці. Відсоток інших національних груп в загальній кількості населення незначний, проте є представники таких національностей як росіяни, білоруси, молдовани, вірмени, грузини та інші.

### Мова
Розподіл населення за рідною мовою за даними перепису 2001 року:
| Мова            | Кількість | Відсоток |
| --------------- | --------- | -------- |
| українська      | 6483      | 97.75%   |
| російська       | 124       | 1.87%    |
| румунська       | 11        | 0.17%    |
| білоруська      | 7         | 0.10%    |
| угорська        | 2         | 0.03%    |
| болгарська      | 1         | 0.01%    |
| польська        | 1         | 0.01%    |
| вірменська      | 1         | 0.01%    |
| інші/не вказали | 2         | 0.05%    |
| Усього          | 6632      | 100%     |

## Економіка
Головним напрямком розвитку економіки в селищі є сільське господарство з провідною галуззю — рослинництво.
Основним підприємством на території селища є агрофірма «Мюннт», основними видами діяльності якої є торгово-посередницька діяльність. Підприємство засноване 12 січня 1994 року. Основними видами продукції є хлібобулочні вироби, борошно, крупи, м'ясо. Підприємство підтримує економічні зв'язки з такими великими містами України як Київ, Донецьк, Одеса, Івано-Франківськ, Дніпро.
У селищі Кам'янець налічується близько 14 новостворених підприємств, найбільшими з яких є агрофірма «Перспектива» та ТОВ «Прогрес», що утворені в результаті реформування аграрного сектора економіки.

## Транспорт
Донедавна у селищі діяв автобусний парк, що забезпечував зв'язок з обласним центром та населеними пунктами району. Нині автостанція не працює, автобусне сполучення забезпечують транзитні автобуси.
Кам'янець розташований на трасі державного значення Н23. Завдяки транзитному автобусному сполученню вона має зручний зв'язок з такими містами як Київ, Дніпро, Запоріжжя, Кривий Ріг, Вінниця, Умань, Подільськ, Ялта.

## Освіта
На території Новгородківської громади функціонують:
1 ліцей Новгородківської селищної ради Кропивницького району Кіровоградської області та 1 Комунальний заклад «Верблюзький навчально-виховний комплекс «Загальноосвітня школа І-ІІІ ступенів – дошкільний навчальний заклад – центр позашкільної освіти» Новгородківської селищної ради Кіровоградської області. Дані заклади загальної середньої освіти визначені  як опорні заклади,  тобто ті, які мають  статус юридичної особи. До опорних закладів увійшли 10 філій. Загальною середньою освітою охоплено 100% дітей, які проживають на території громади;
12 закладів дошкільної освіти, із них 3 самостійних та 9 - у складі закладів загальної середньої освіти;
2 заклади позашкільної освіти: будинок дитячої та юнацької творчості в якому діє 35 груп різного спрямування яка охоплює навчанням 650 учнів та міжшкільний навчально-виробничий комбінат, в якому навчається 114 учнів. 
На території громади здійснено систему заходів щодо забезпечення рівного доступу для дітей з особливими освітніми потребами. У комунальному закладі «Верблюзький начально-виховний комплекс «Загальноосвітнія школа-дошкільний навчальний заклад - центр позашкільної освіти» з  вересня 2018 року  облаштовано спеціальну  «Інклюзивно-ресурсну кімнату». 
В громаді працює комунальний заклад «Інклюзивно-ресурсний центр» Новгородківської селищної ради Кіровоградської області. 
Для учнів, які потребують підвезення до закладів освіти - стовідсотково організовано безкоштовне регулярне підвезення до школи і додому. 
Парк шкільних автобусів підпорядкованих закладів освіти складає 8 одиниць техніки.. 
Харчування в закладах загальної середньої освіти здійснюється відповідно до чинного законодавства України. На період воєнного стану за рахунок коштів місцевого бюджету забезпечене харчування всіх учнів 1-11 класів закладів  загальної середньої освіти та вихованців дошкільних закладів громади. 

## Медичне обслуговування
На сьогодні в Кам'янці діє центральна районна лікарня на 100 ліжок, де працює 150 медичних та технічних працівників.

## Культура та спорт
У селищі функціонує 5 бібліотек, 2 будинки культури, 1 кінотеатр, 3 банки та 2 готелі. При школах та ПТУ селища діють 4 спортивних зали.

## Пам'ятки
На території Новгородківської громади досліджено пам'ятку скіфського часу (Таранова могила поблизу села Інгуло-Кам'янка). Всього на державному обліку знаходиться 93 археологічні пам'ятки, одна з яких має статус національної (Курган 1, с. Козирівка).
Серед архітектурних пам'яток на території селища розташована пам'ятка місцевого значення — навчальний корпус державного професійно-технічного училища № 36.
У селищі є встановлені за радянських часів пам'ятники солдатам окупаційної Червоної Армії, що загинули в 1943—1944 роках під час II Світової війни.
Експонати з історії селища зберігаються в Новгородківському районному краєзнавчому музеї.
На південь від Кам'янця знаходиться заповідне урочище місцевого значення Терник, біля західної околиці селища — ботанічний заказник місцевого значення Квітуча балка.

## Відомі люди
- Куций Афанасій — засновник поселення, полковник Бугогардівської паланки Запорозької Січі.
- Агапов Олександр Леонідович (1987—2014) — солдат Збройних сил України, учасник АТО.
- о. Легейда Микола Іліч (*1895 р., Новгородка — †12.02.1940 р., табір «Сиблаг») — служив священиком в церквах Митрофанівки, Варварівки, Новгородки, с. Коломна, Вишневолоцького р-ну, Тверської обл. 9 лютого 1938 р. арештований, 13 лютого його засуджено на 10 років «виправних таборів». Покарання відбував в «Сиблагу».
- Ковалевський Павло Миколайович (поч. 19 ст, Новгородка) - священослужитель Олександрії та Єлисаветграда, нагороджений орденом Св. Анни II ст.
- Кравцов Іван Савелійович (1914—2005) — радянський військово-морський льотчик-винищувач, Герой Радянського Союзу.
- Кумпан Іван Сидорович (поч. 19 ст, Новгородка - †?) - відомий священик та вчитель, служив в церквах Алферове (Верхньодніпровський повіт), Миколаївка (Херсонська губернія), благочинний Добровеличківки (1841), протоєрей (1844) в Олександрії, благочинний 4-х округів військових поселень в Новомиргороді (1849).
- Микола, архімандрид (кин. 18 - поч. 19 ст., Новгородка) - настоятель Успенського скиту близ м. Бахчисарай (Україна) в сер. 19 ст.
- Невпряга Микола Тимофійович (1925—2018) — Герой Радянського Союзу.
- Новак Василь Васильович (1985—2014) — старший лейтенант Збройних сил України, учасник АТО.
- Семенов Дмитро Іванович (1913—2006) — Герой Радянського Союзу, заслужений меліоратор УРСР.
- Скопенко Віктор Васильович — Герой України, доктор хімічних наук, професор, академік НАН України, ректор Київського національного університету імені Тараса Шевченка (1985 — 2008).
- Шаповаленко Михайло (Феодосій) (1811, Новгородка - 1883) - епископ Тамбовський і Шацький, згодом епископ Вологодський.
- Яновська (Здориченко) Марія Мусіївна (*01.04.1882, Новгородка-†?) — мати видатного українського письменика Юрія Яновського.